# David Loria
David Grigorievich Loriya (em russo: Давид Григорьевич Лория - 31 de outubro de 1981) é um futebolista cazaque de ascendência georgiana que atua como goleiro. Sua atual equipe é o FC Lokomotiv Astana. Atua também pela Seleção Cazaque de Futebol.